# Propsteikirche St. Peter und Paul (Bochum)

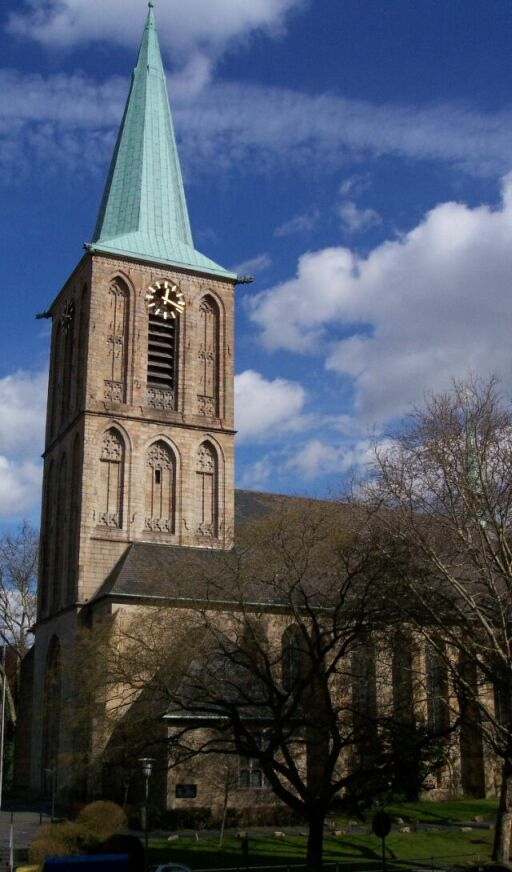
Propsteikirche St. Peter und Paul in Bochum

Die römisch-katholische Propsteikirche St. Peter und Paul ist die älteste und bis 1655 einzige Kirche Bochums. Sie wird zu den zwölf ältesten Kirchen in Westfalen gezählt.

## Geschichte

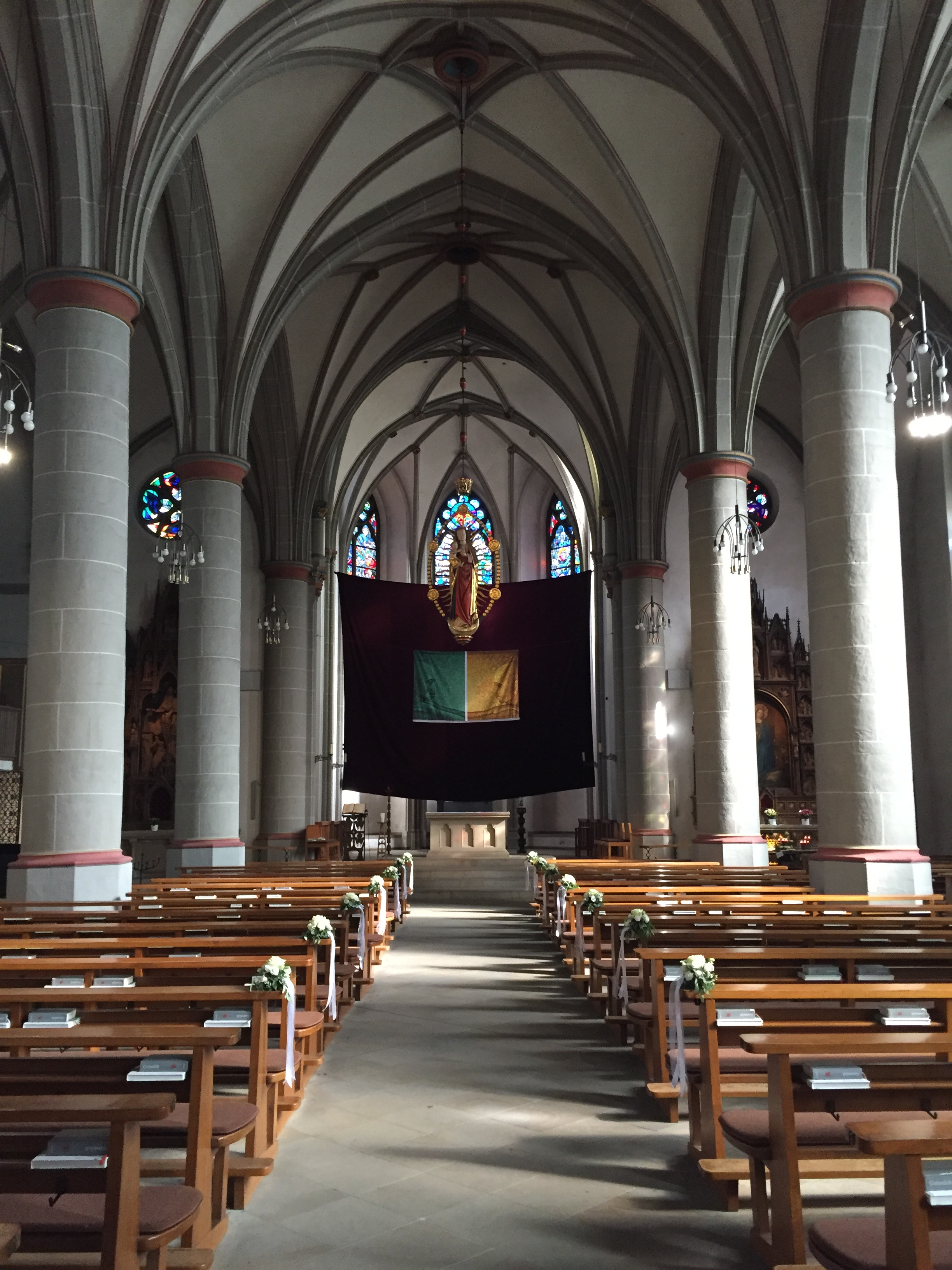
Blick in Richtung Altar vom Eingang aus in der Fastenzeit

Zwischen 785 und 800 wurde von Kaiser Karl dem Großen auf dem Gelände ein Reichshof angelegt. Auf dem Hügel nebenan entstand wahrscheinlich eine dem Heiligen Petrus geweihte hölzerne Missionskapelle.
Dieser Bau wurde im 11. Jahrhundert durch eine steinerne Saalkirche ersetzt. Diese Kirche fiel am 25. April 1517 einem Feuer zum Opfer. Sie wurde 1547, unter Wiederverwendung des alten romanischen Chores, als spätgotische Hallenkirche wieder aufgebaut.
Bis zum Bau der evangelischen Pauluskirche von 1655 bis 1659 wurde die einzige Bochumer Kirche für etwa 100 Jahre von beiden Konfessionen genutzt.
1766 wurde der Turm restauriert. Zwischen 1872 und 1874 wurde die Kirche um ein Querhaus, einen fünfseitigen Polygonchor sowie um eine Sakristei erweitert.
1881 wurde die Kirche als trigonometrischer Punkt 2. Ordnung Mittelpunkt des Soldner’schen Koordinatensystems Nummer 33 für die Preußische Neuaufnahme. Erst ab den 1920er Jahren wurden diese einzelnen Koordinatensysteme in der Landesvermessung durch das Gauß-Krüger-Koordinatensystem ersetzt.
1920 kam es abermals zu einem Brand. Die Schäden wurden aber innerhalb der beiden folgenden Jahre beseitigt. Wesentlich länger dauerte der Aufbau in zwei Phasen (1947–1949 und ab 1954) nach dem Zweiten Weltkrieg, in dem die Kirche weitestgehend zerstört wurde. Hierbei wurden die Seitenschiffe verlängert und zwei neue Kapellen angebaut. Erst 1959 wurde die Rekonstruktion abgeschlossen.
1976 und 1977 wurde das Kircheninnere völlig erneuert. In Zusammenarbeit mit dem Landes- und Diözesankonservator wurde, ohne enge Bindung an den historischen Befund, die Kirche ein wenig farbiger gefasst. Die Altarinsel wurde vorgezogen und die Restaurierung der Altäre fortgesetzt.
Bis in die 1980er Jahre war die Bochumer Propsteikirche ein Ort ewiger Anbetung.
Der 68 Meter hohe Wehrturm, mit drei Fensterachsen in den beiden oberen Geschossen, ist eines der Wahrzeichen Bochums. Vor den Beschädigungen im Zweiten Weltkrieg war er mit Steinbrüstungen und Ecktürmchen geschmückt. Er beherbergt fünf große Gussstahlglocken, die im Bochumer Verein gegossen wurden. Die Schlagtöne der Glocken sind gis0, h0, cis1, e1 und fis1.

## Ausstattung

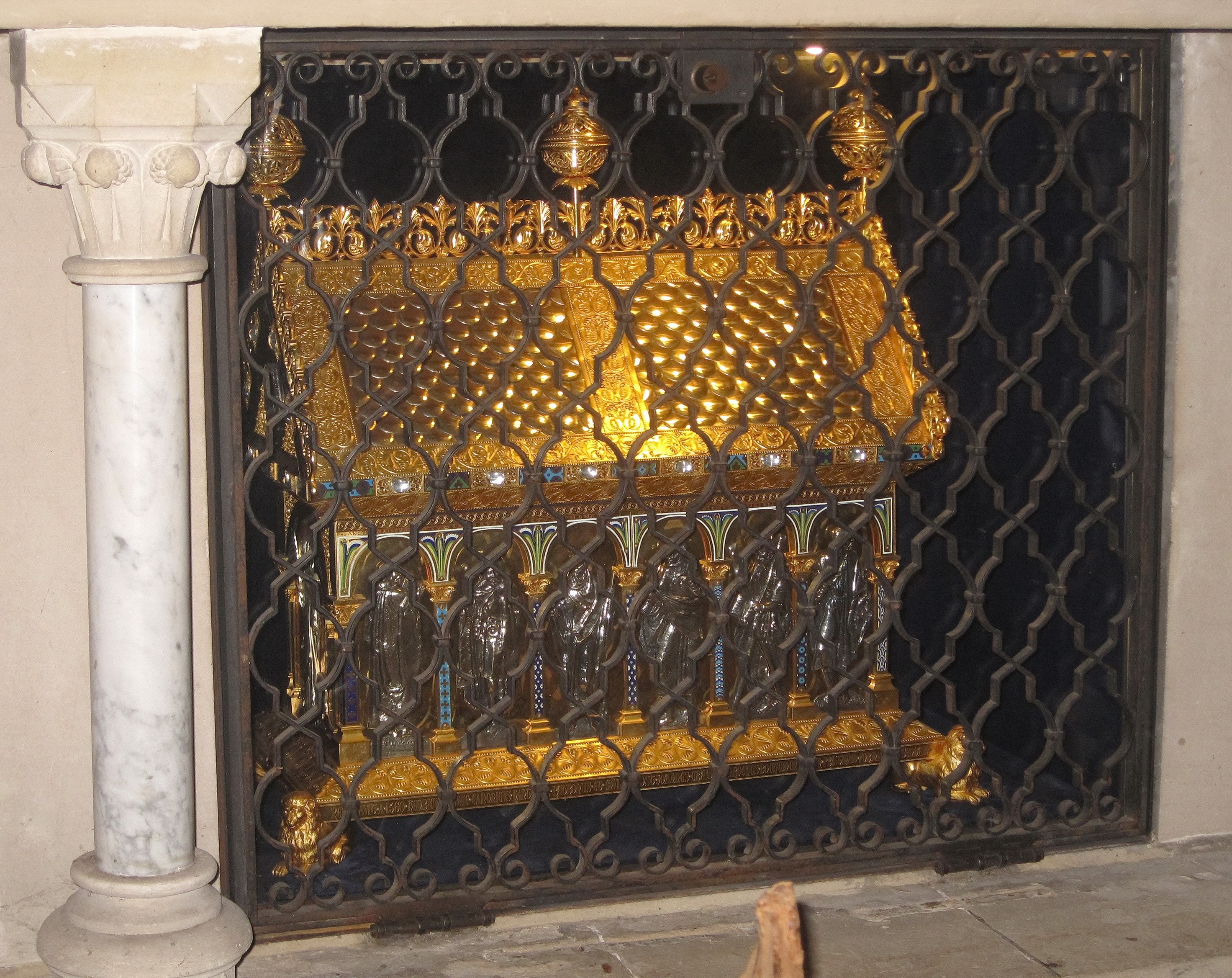
Reliquienschrein

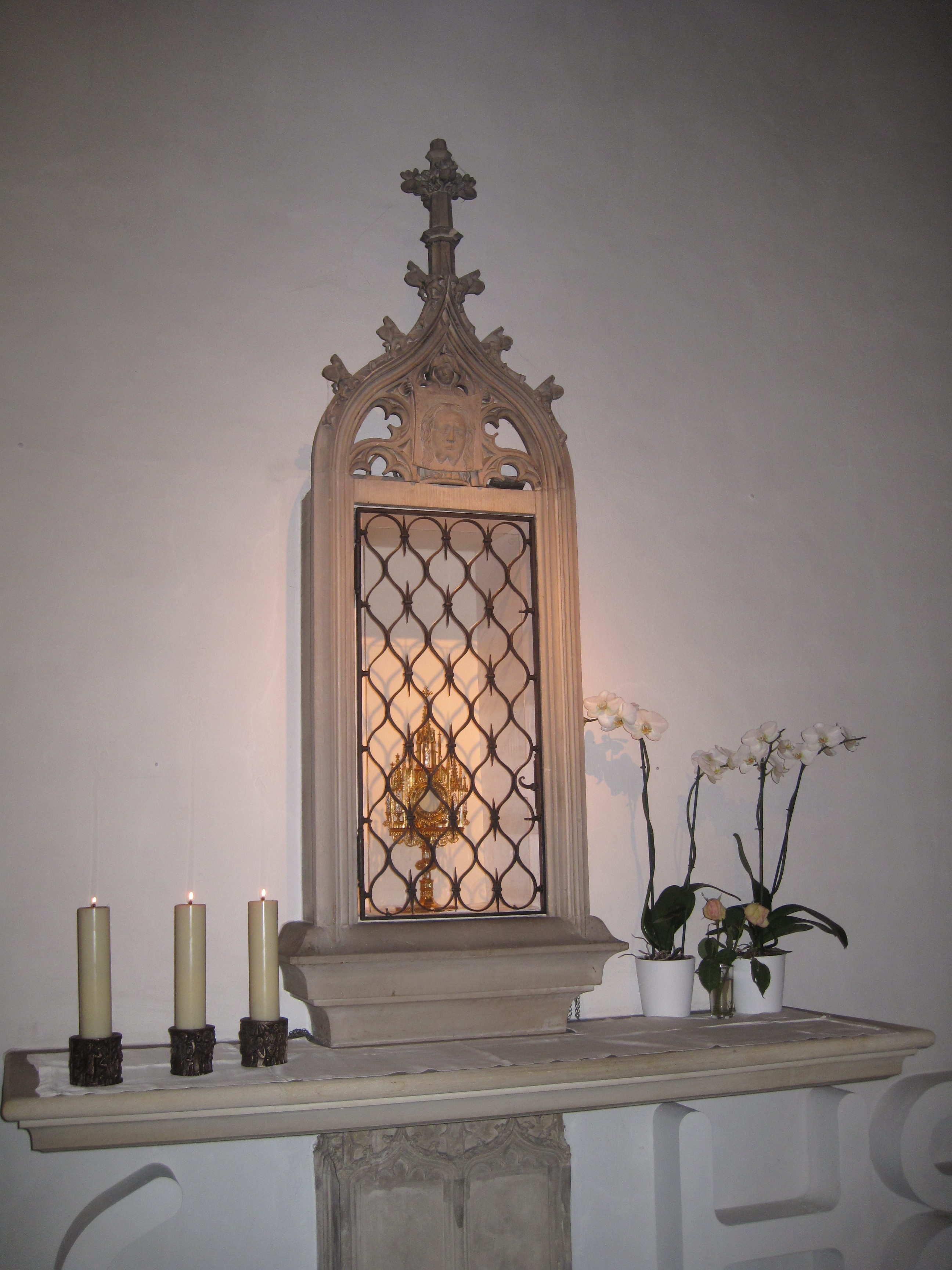
Sakramentshäuschen (Ostensorium)

- Das fünfseitige Flügelretabel stammt wohl aus der Zeit um 1884. Die Lindenholzreliefs zeigen Darstellungen aus dem Leben Christi. Die Mitteltafel ist aus neuerer Zeit.
- Der Kreuzaltar aus Holz wurde 1884 von Theodor Brockhinke angefertigt. Das Mittelteil zeigt einen Gnadenstuhl, es wurden Kopf und Oberkörper einer Christusfigur des 13./14. Jahrhunderts verwendet.
- Der hölzerne Marienaltar von 1884 ist ebenfalls eine Arbeit von Brockhinke; das Hauptbild mit einer Rosenkranzmadonna wurde 1875 von Franz Ittenbach gemalt. Der Holzkern des Reliquienschreins in der Mensa, mit den Reliquien der Hll. Perpetua und Felicitas, wurde um 1100 mit versilbertem und vergoldetem Kupferblech verkleidet. Um 1200 wurden die Langseiten mit emaillierten Arkaturen, in denen spätgotische, in Silber getriebene Apostelfiguren stehen, geschmückt. Der Schrein wurde 1881 überarbeitet.
- Das Sakramentshäuschen aus Stein wurde um 1460 hergestellt.
- Der romanische Taufstein aus der Zeit um 1175 ist mit ungelenken Reliefdarstellungen aus dem Leben Christi und Palmettenfries verziert.
- Der Kruzifixus aus Holz, des sogenannten Bladenhorster Kreuzes, wurde 1352 von Bernhard von Waltrop geschnitzt, das Kreuz ist aus neuerer Zeit.
- Die Beweinungsgruppe aus Eichenholz stammt aus der Zeit um 1520.
- Das von Fritz Schwerdt geschaffene Tabernakel stammt aus dem Jahre 1959 und ersetzte einen bis dahin benutzten einfachen Tresor.

## Orgel

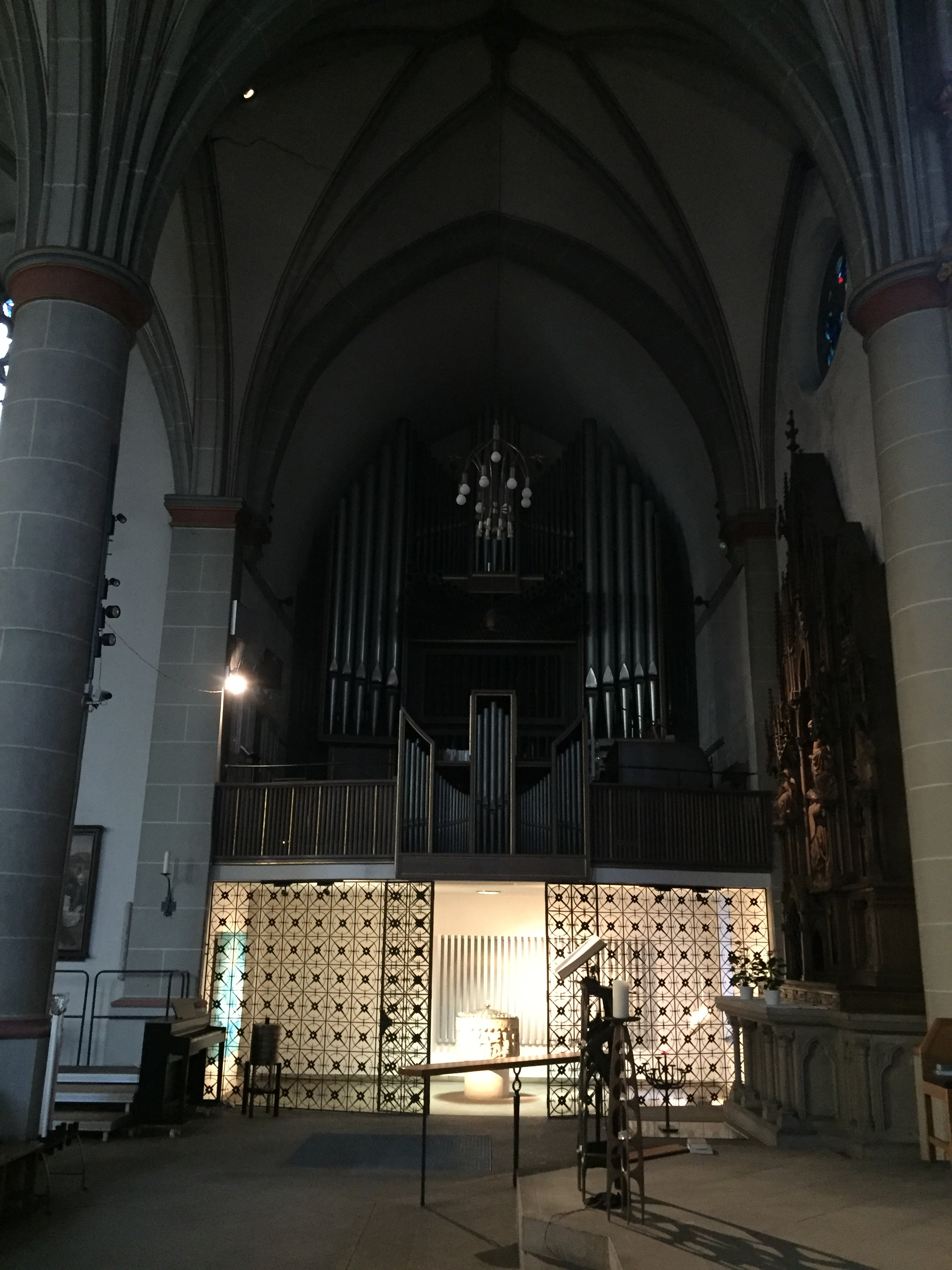

Die Orgel wurde 1958–1959 vom Orgelbauer Franz Breil (Dorsten) erbaut. 1974 wurde das Brustwerk zum Schwellwerk umgebaut und die Orgel erweitert. 2024 wurde die Orgel von der Firma Trostheide Orgelbau (Oelde) generalgereinigt, technisch komplett erneuert und um ein mit Hilfe des Sinua-Castellan-Systems frei zuweisbares Bordunregister (*) erweitert. Abschließend erfolgte eine Neuintonation durch Matthias Wirth und Stephan Trostheide. Zudem wurde ein neuer fahrbarer Spieltisch im Kirchenraum installiert. Das Schleifladen-Instrument hat 55 Register auf vier Manualen und Pedal. Die Spiel- und Registertrakturen sind elektrisch.
| I Hauptwerk C–g3 |        |
| Bordun *         | 16′    |
| Prinzipal        | 08′    |
| Gamba            | 08′    |
| Bordun *         | 08′    |
| Gemshorn         | 08′    |
| Oktave           | 04′    |
| Rohrflöte        | 04′    |
| Oktave           | 02′    |
| Rauschquinte II  |        |
| Mixtur IV-V      | 01 ⁄3′ |
| Zimbel III       | 01⁄2′  |
| Trompete         | 16′    |
| Trompete         | 08′    |

| II Rückpositiv C–g3 |        |
| Bordun *            | 16′    |
| Bordun *            | 08′    |
| Gedackt lieblich    | 08′    |
| Quintade            | 08′    |
| Prinzipal           | 04′    |
| Gedacktflöte        | 04′    |
| Waldflöte           | 02′    |
| Nasat               | 01 ⁄3′ |
| Sesquialtera II     |        |
| Scharf V            | 01 ⁄3′ |
| Dulzian             | 16′    |
| Krummhorn           | 08′    |
| Tremulant           |        |

| III Schwellwerk C–g3 |         |
| Bordun *             | 16′     |
| Holzprinzipal        | 08′     |
| Bordun *             | 08′     |
| Violflöte            | 08′     |
| Aeoline              | 08′     |
| Voix céleste         | 08′     |
| Préstant             | 04′     |
| Blockflöte           | 04′     |
| Flûte traversière    | 04′     |
| Nasat                | 02 ⁄3′  |
| Doublette            | 02′     |
| Tierce               | 01 3⁄5′ |
| Larigot              | 01 ⁄3′  |
| Septime              | 01 ⁄7′  |
| Oktave               | 01′     |
| Fourniture V         |         |
| Zimbel III           |         |
| Basson               | 16′     |
| Trompette            | 08′     |
| Hautbois             | 08′     |
| Schalmey             | 08′     |
| Clairon              | 04′     |
| Tremulant            |         |

| IV Trompeteria C–g3 |     |
| Trompeta magna      | 16′ |
| Trompeta real       | 08′ |
| Trompeta alta       | 04′ |
| Zimbelstern links   |     |
| Zimbelstern rechts  |     |

| Pedal C–f1   |         |
| Prinzipal    | 16′     |
| Subbass      | 16′     |
| Bordun *     | 16′     |
| Quintbass *  | 10 2⁄3′ |
| Oktave       | 08′     |
| Bordun *     | 08′     |
| Gemshornbass | 08′     |
| Oktave       | 04′     |
| Nachthorn    | 02′     |
| Mixtur V     | 02′     |
| Posaune      | 16′     |
| Trompete     | 08′     |
| Trompete     | 04′     |

- Koppeln: II/I, III/I, III/II, IV/I, I/P, II/P, III/P, IV/P